# Liste des intendants de Lorraine et du Barrois
Les intendants de Lorraine et du Barrois étaient des intendants français qui administraient les duchés de Lorraine et de Bar durant les deux occupations françaises de 1633-1663 et 1670-1697, puis à partir de l'annexion en 1766. Sous le règne de Stanislas Leszczyński à la tête du duché en 1737, avant même l'annexion définitive, M. de La Galaizière puis son neveu le Comte de Lucé remplissent des fonctions identiques à celles d'un intendant et sont souvent appelés ainsi, mais ont le titre de "chancelier de Lorraine", afin de ménager la susceptibilité des Lorrains dont le pays est toujours de jure indépendant.

## Liste des intendants de Lorraine et du Barrois
- Louis Chantereau Le Febvre, 26 octobre 1633-avril 1637.
- Anne Mangot de Villarceaux, avril 1637-novembre 1640.
- Nicolas Vignier de Ricey, novembre 1640-janvier 1646.
- Jacques Hector de Marle de Beaubourg, avril 1646-septembre 1651.
- Charles Lejay, fin 1651-milieu 1657.
- Jean-Baptiste Colbert de Saint-Pouange, octobre 1657-fin 1661.
- Charles Colbert de Croissy, 1662-1663.
- Jean-Paul de Choisy de Beaumont, septembre 1663 ; septembre 1670-juin 1673.
- Jacques Charuel, juillet 1673-novembre 1691.
- Jean-Baptiste Desmarets de Vaubourg, fin 1691-fin 1697.
- Antoine-Martin Chaumont de La Galaizière, chancelier de Lorraine, 1737-1758.
- Antoine de Chaumont de La Galaizière, décembre 1758-septembre 1777.
- Jean-Baptiste-François Moulins de La Porte de Meslay, juin 1778-1790.

## Sources
- Description de la Lorraine et du Barrois, 1778.
- Mgr François Désirée Mathieu, L'ancien régime en Lorraine et Barrois d'après des documents inédits (1698-1789), H. Champion, 1907.
- Marie-José Laperche-Fournel, L'intendance de Lorraine et Barrois à la fin du XVIIe siècle: édition critique du mémoire « pour l'instruction du duc de Bourgogne », dans Notices, inventaires et documents - Comité des travaux historiques et scientifiques, Section d'histoire moderne (depuis 1715) et d'histoire contemporaine, volume 39, 2006.
- Archives de Meurthe-et-Moselle: Administrations provinciales avant 1790